# Carl af Georgii
Carl af Georgii, född 5 maj 1787 i Åbo, död 9 mars 1837, var en svensk lagman och rikshärold.

## Biografi
Carl af Georgii fick lagmans fullmakt 1815 och utsågs till lagman i Värmlands lagsaga 1817 som sedan 1826 sammanslogs med Närkes lagsaga till Närkes och Värmlands lagsaga med Carl af Georgii som lagman, vilken befattning han sedan hade intill sin död. Han blev riddare av Nordstjärneorden 1818 och adlades samma år. Han var rikshärold mellan 1824 och 1837 och blev titulär statssekreterare 1832.
Han var son till Evert Georgii samt dotterson till Pehr Adrian Gadd. Han var vidare far till Emma af Georgii och därigenom morfar till Hjalmar Branting.